# Heterogramma nisosalis
Heterogramma nisosalis là một loài bướm đêm trong họ Noctuidae.